# Funs van Grinsven
Funs van Grinsven (Venlo, 16 september 1908 - aldaar, 17 augustus 2003), was een Nederlands-Limburgse zanger, dichter, componist en toneelregisseur.
Funs studeerde in de jaren dertig van de 20e eeuw aan de toneelschool in München. Uit heimwee schreef hij het lied: Venlo, stedje van lol en plezeer. Daarmee werd hij meteen bekend in Venlo en verre omgeving. Een paar jaar later (in 1938) was hij prins carnaval in Venlo.
Tijdens de Tweede Wereldoorlog werkte hij bij het Rode Kruis. Daar leerde hij zijn Amerikaanse vrouw Mary kennen. Hij trouwde met haar, en na de oorlog ging hij werken in de drukkerij van zijn vader: Drukkerij van Grinsven. Ook was hij actief voor het verzet; zo heeft hij onder andere twee Amerikaanse piloten over de grens gesmokkeld. Snel na de oorlog nam hij een lied op dat het sentiment van de Venlose bevolking vertolkte over de vele bombardementen op Venlo: Venlo mien ald.
Funs trad regelmatig op tijdens de carnaval van de plaatselijke carnavalsvereniging Jocus samen met onder anderen Frans Boermans en Annie Renkien.
Sinds de jaren tachtig trad Funs nog maar heel weinig op. Een van zijn laatste optredens was in 1996 tijdens het Venlose Zomerparkfeest, waardoor hij weer meer bekendheid kreeg. Daarbij kreeg hij het voor elkaar om de 16.000 bezoekers als koor mee te laten zingen.
- Nederlandse Thesaurus van Auteursnamen: 279951515
- Virtual International Authority File: 290551999